# مهرپور-۲
مهرپور-۲ (به لاتین: Meherpur-2) یک منطقهٔ مسکونی در بنگلادش است که در ناحیه مهرپور واقع شده‌است.